# Escuela de Chartres

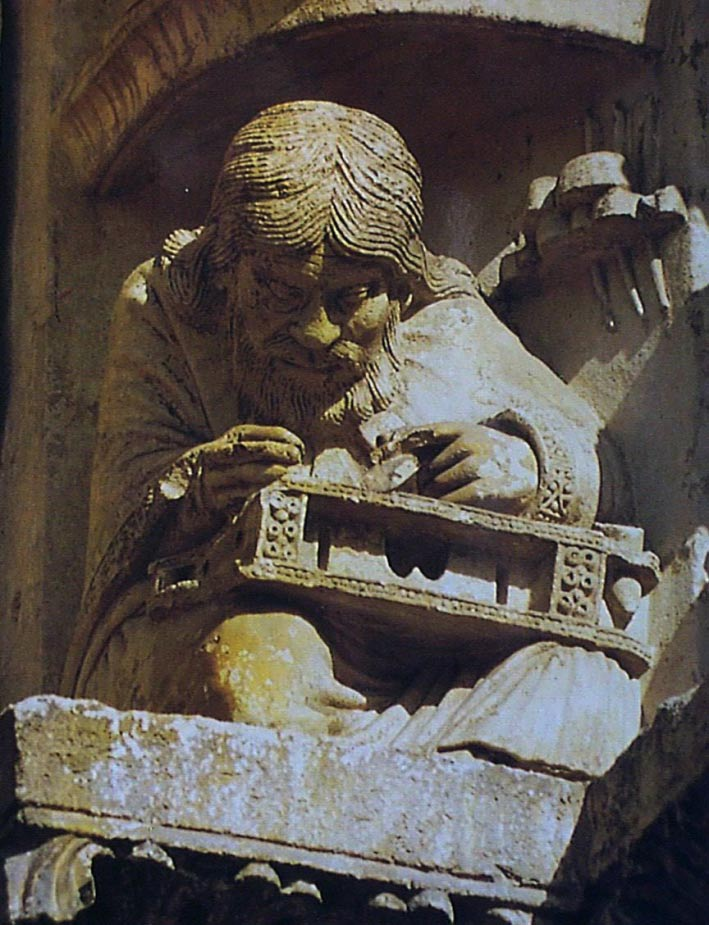
Filósofo (tal vez Pitágoras) en una de las arquivoltas sobre la puerta derecha del portal oeste en Chartres.

La Escuela de Chartres fue una escuela catedralicia medieval de Francia, fundada por el obispo Fulbertus Carnotensis  (960-1028) en el 990, en la ciudad de Chartres, que tuvo su máximo esplendor en la primera mitad del siglo XII. Poco a poco su fama se fue extinguiendo, entre otras razones, por la creación de las universidades, particularmente la Universidad de París. En la escuela se cultivaron la Filosofía, la Teología y todas las disciplinas del saber de la época.

## Características generales
Como características más importantes de la escuela carnotense, pueden señalarse: 
- Platonismo, recibido a través de san Agustín, Boecio y de la lectura de las obras de Platón, especialmente del Timeo. Este platonismo cristaliza primeramente en el ejemplarismo de la escuela de Chartres: las ideas ejemplares están en Dios, son Dios mismo que hace las cosas de acuerdo con aquellos modelos ideales; más aún, Él mismo es la forma essendi por la que en la materia brillan las ideas y perfecciones divinas.

Dentro de este ejemplarismo se mueve la idea de la creación: esta doctrina platónica servía como modelo de explicación filosófica de la doctrina cristiana, no solo por sus ideas ejemplares, modélicas, sino por poder unir de manera análoga la idea de Dios con la de Bien y por haber puesto una materia informe (que los carnotenses hacen creada), dispuesta a recibir la impronta de las ideas ejemplares. Dios, así, es concebido como Creador, Causa y Principio de cada realidad, Unidad de la que deriva toda multiplicidad, y Ser Inmutable del que brota todo ser que cambia. También se aplica el platonismo a la solución realista-exagerada que se da al problema de los universales: las esencias o especies (se centran en ellas más que en los géneros) son realidades irreductibles entre sí, que se irradian y difunden en múltiples individuos. Estando, pues, dividido el mundo en diversos estratos de tales especies, los individuos no tienen realidad sino en y por las esencias-especies. Los mismos accidentes participan de sus correspondientes especies accidentales. Estas especies, además, son totalmente inmutables, ya que las hacen empalmar con la aequalitas divina. Este realismo, sin embargo, se diferencia del de Guillermo de Champeaux, p. ej., en el que, al parecer, ocupaba un lugar central, como problema base; en Chartres, en cambio, no es sino una pieza de tantas del sistema y, si se quiere, una consecuencia de él.
- Interés científico y humanístico. Siguiendo a Aristóteles a través de Boecio, distinguen tres grados de seres con sus correspondientes niveles de ciencia (de acuerdo con los tres grados de abstracción): Teología, que contempla la forma pura, independiente de la materia y del movimiento; Matemáticas, que contemplan las formas extensas abstrayéndolas de las cualidades corpóreas y de la materia; y Física, que ve las formas corpóreas universales abstraídas de sus singulares. Este conjunto se incorpora al Trivium y Quadrivium, cultivados con especial esmero por los carnotenses. En las letras, se considera preámbulo imprescindible el estudio de los clásicos griegos y latinos, a quienes imitan esmeradamente, preludiando así el amor a las letras y la elegancia literaria del Renacimiento. En ciencias, se cultivan con especial cuidado las matemáticas y astronomía, fisiología y medicina. Aristóteles tiene entre ellos un gran prestigio, centrado sobre todo en la Lógica: en este momento no sólo se conoce la Logica vetus, sino que se ha incorporado ya la Logica nova y parece ser que es precisamente Thierry de Chartres quien por primera vez hace uso de ella.

Chartres es un foco de cultura universal y humanística: precisamente en el pórtico de la Virgen de la catedral de Chartres (que pertenece a esta época) se representan simbólicamente todas las artes liberales, como expresión de lo que aquel centro del saber significa.
- Relaciones entre fe y razón. Este problema, tan crucial en toda la Edad Media, viene planteado por Chartres en términos que pretenden entender con la razón el contenido de la fe: la verdad se encuentra en ésta, de modo que la revelación es a la vez el punto de partida y de llegada para lograr la verdad; ahora bien, es deber del pensador el aclarar su contenido mediante el patrimonio científico y filosófico de la Antigüedad. Contribuyen así a la creación del racionalismo cristiano, si bien en todo momento hacen profesión de fe antes que de filósofos.

Representación de algunas de las artes liberales impartidas en Chartres (catedral de Chartres)
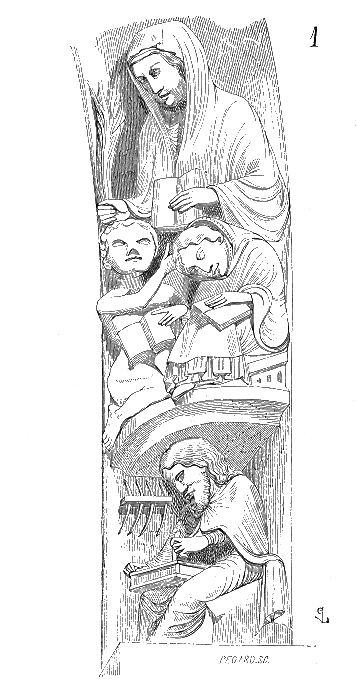
Gramática
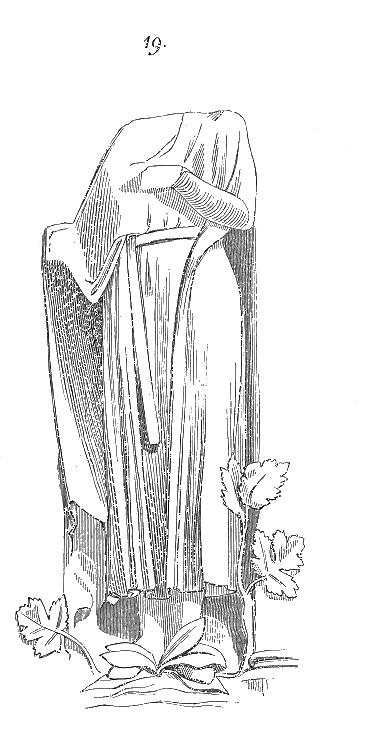
Medicina
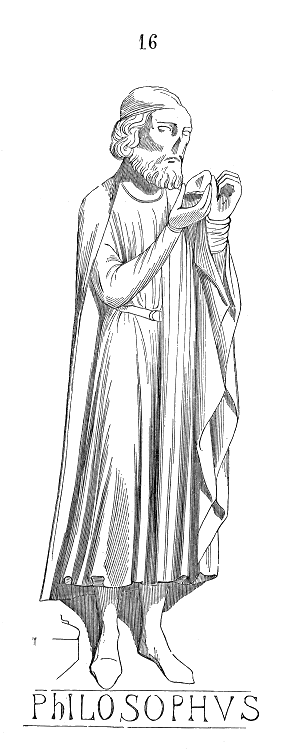
Filosofía
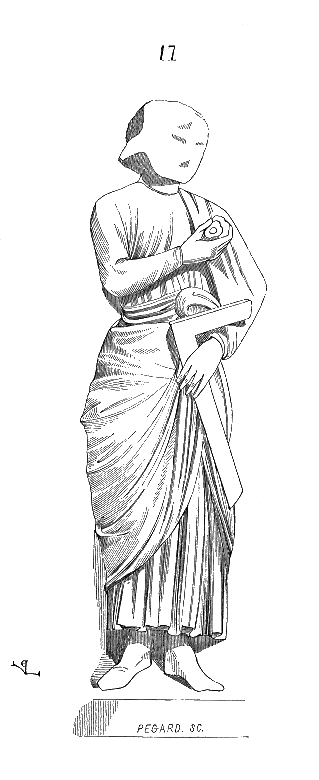
Geometría
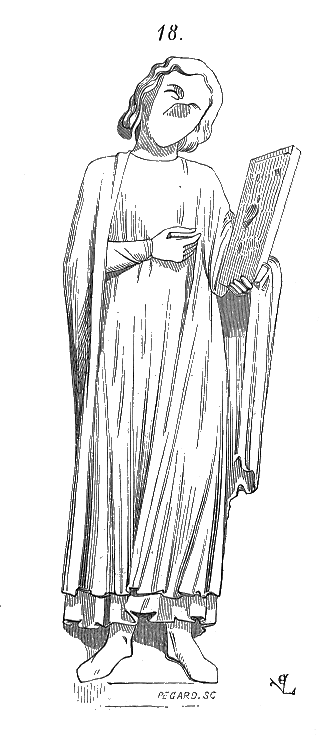
Pintura

## Los hombres
Entre los principales representantes, se pueden indicar:
- Bernardo de Chartres (m. ca. 1126). Magister Scholae, el principal representante, que rigió la escuela de Chartres de 1119 a 1126. Compuso De expositione Porphirii, obra que se perdió. Solamente se conoce su pensamiento a través del Metalogicon de Juan de Salisbury. Dentro del ejemplarismo indicado arriba, concibe a la Naturaleza como animada de un alma regida por relaciones numéricas (Platón); la materia, creada por Dios de forma caótica, recibe unas formae nativae, hechas a imitación de las ideas ejemplares, y que siendo, tal vez, las esencias universales, ponen en orden el caos material.

- Gilberto Porreta o Gilberto de Poitiers (1076-1154). Discípulo de Bernardo, le sucedió como canciller de la escuela de Chartres hasta 1141 en que fue a enseñar a París. En 1142 fue nombrado obispo de Poitiers. San Bernardo le acusó de cuatro tesis que por su realismo exagerado atentaban contra la Trinidad y de las cuales se hubo de retractar.

Escribió comentarios al De Trinitate, y al De duabus naturis in Christo de Boecio, a la Isagoge de Porfirio y al Organon de Aristóteles; como obra original: Liber sex principiorum. Establece una estrecha relación entre fe y razón, si bien distingue que: en teología, la fe precede a la razón; en filosofía y ciencias, a la inversa, aunque la fe es siempre una óptima ayuda para el filosofar. Establece cuatro grados de ser: Dios, ideas ejemplares (las cuales están en la mente divina), formas nativas (al modo de Bernardo) y materia (creada por Dios), origen de la individuación. El universal se obtiene por medio de una gradual desmaterialización que nos lleva hasta Dios mismo y a las ideas ejemplares. Hace una distinción en el orden de la sustancia que tendrá gran repercusión: substantia «est quod est sive subsistens» (son los cuerpos compuestos de materia y forma, los individuos); subsistencia «est id quo est» (son las formas específicas, genéricas e individuales por las que el individuo es). De esta forma, en las criaturas se distingue el «quod est» del «quo est», mientras que en Dios el «quod est» (Dios) y el «quo est» (Divinitas) se identifican: Dios es subsistencia pura.
- Thierry de Chartres (m. ca. 1155). Hermano de Bernardo sucedió a Gilberto como canciller de la escuela de Chartres hasta 1155. Intervino en el Concilio de Reims, en que se acusó y condenó a Gilberto y Abelardo. Fueron discípulos suyos Hermann el Dálmata, y Juan de Salisbury. Es uno de los más representativos de Chartres, habiéndose interesado particularmente por las ciencias naturales, matemáticas y medicina. Escribe el Heptateuchon, resumen, tal vez el más completo, de las artes liberales; Hexaémeron, o De sex dierum operibus, en que interpreta la creación del Génesis a la luz de Platón a través de Calcidio; Librum hunc, que es un comentario al De Trinitate de Boecio. Siguiendo a Platón, Calcidio, Boecio y San Agustín, y haciendo intervenir algunos elementos pitagóricos y aristotélicos, concibe el mundo y las relaciones de este con Dios en términos ejemplaristas y numéricos. La creación tiene: causa material (la materia, pura potencia, creada por el Padre), causa formal (la forma universal del mundo hecha por el Espíritu Santo y las formas nativas o esencias-reales-universales, por el Hijo), causa eficiente (Dios Padre, que crea la materia de la nada) y causa final (la Bondad divina, que se hace participar en todos los seres). A Thierry de Chartres le gustan fórmulas que le hacen sospechoso de panteísmo: «divinitas singulis rebus forma essendi est», etc. Hauréau y Clerval deducen, sin dudar, su panteísmo; Wulf, en cambio, no: Thierry de Chartres hace clara distinción entre la esencia de Dios y la de las criaturas, como distintas, pero se mueve dentro del plano de la esencia, al modo platónico, y, por tanto, la forma essendi de Dios respecto a las criaturas no es de tipo existencial sino de semejanza o ejemplarismo esencial.

- Guillermo de Conches (1080-1145). Discípulo de Bernardo de Chartres, enseñó en París. Fue especialmente eminente en gramática y en el cuadrivio. En filosofía y teología fue platónico. Pero habiéndosele atacado en algunas doctrinas sobre la Trinidad, decidió dedicarse a las ciencias, en las que reclama la autonomía de la razón frente a la autoridad. Escribe: comentarios al Timeo y al De consolatione philosophiae, de Boecio; De Philosophia mundi, que es una gran enciclopedia científica; Dragmaticon Philosophiae; Moralium dogma philosophorum. Define la filosofía como la verdadera comprensión, tanto de las cosas que son y se ven, como de las que son, pero que no se ven; la filosofía, pues, lo abarca todo por medio de los sentidos, la razón y la inteligencia. Divide el mundo, siguiendo a Platón y Calcidio, en invisible (Dios, alma del mundo, y demonios) y visible o sensible, concebido o manera de huevo en el que los cuatro elementos ocupan su lugar y función, de acuerdo con seis causas (material, formal, eficiente, final, espacio y tiempo). Las formas (imágenes de las ideas) sobrevienen a los cuatro elementos para formar los cuerpos. Los cuatro elementos son agrupaciones de átomos creados por Dios.

- Clarembaldo de Arrás (m. 1170). Discípulo de Thierry, por el cual profesó una gran veneración, escribió un comentario al De Trinitate de Boecio. Piensa que hay auténtica unión intrínseca entre teología y filosofía, de modo que hacer una equivale a realizar la otra. Sigue dentro del ejemplarismo de la escuela de Chartres, concibiendo la escala de los seres, en descenso degradante desde Dios hasta la materia, con la correspondiente sucesión de formas, no en sentido aristotélico sino platónico. No le basta como principio de individuación la materia: son necesarias las modificaciones accidentales, de modo que todos los individuos humanos son sustancialmente uno mismo, pero accidentalmente diversos entre sí.

- Bernardo de Tours o Bernardo Silvestre. Guarda estrecha relación con la escuela carnotense, y algunos lo han querido identificar con Bernardo de Moélan, canciller de Chartres ca. 1156. En 1145-53 compone una obra: De mundi universitate, sive Megacosmus et Microcosmus. Mezcla en este libro el Génesis, Platón, Plinio, Calcidio, Macrobio, etc., con una serie de elementos paganos, míticos y cristianos. Y todo ello, en un estilo rebuscado, oscuro y confuso. Por esto, las interpretaciones que se han dado de él son muy diversas: panteísta (Clerval), mitólogo (Barach-Wrobel), paganismo relacionado con el cristianismo (Thorndike), expositor del Génesis a la luz y en el marco de Platón y Calcidio (Gilson), monista (Wulf), etc. Para Bernardo de Tours, hay dos mundos, al estilo platónico, pero dotado cada uno de una Trinidad: la Trinidad supercósmica (el Padre o Tugaton, el Hijo o Nous y el Espíritu Santo) y la Trinidad cósmica (La Entelequia o alma del mundo, la Naturaleza y la Imarmene, o ley necesaria que rige la producción y sucesión de las cosas). La creación, pues, no la realiza Dios directamente, sino a través del Nous, del alma del mundo y de la Naturaleza. El hombre es compendio de todo y está hecho de los cuatro elementos (el cuerpo) y del resto del alma del mundo (alma).

- Juan de Salisbury (ca. 1110-80). Fue discípulo de Gilberto de Poitiers, Adam du Petit-Pont, Guillaume de Soissons, Guillermo de Conches y Abelardo, siendo después obispo de Chartres en 1176. Sus obras principales son: Metalogicon, Policraticus sive de nugis curialium et vestigüs philosophorum; Estheticus. Para Juan de Salisbury, no son convincentes ni el dogmatismo absoluto ni el escepticismo radical. Por ello, se incluye en la línea de Cicerón, llegando a una bella armonía de razón y fe, certeza y escepticismo, teoría y práctica, presentada además en un estilo elegante, pulcro, elevado. Son pocas las cosas de que se puede tener certeza absoluta y hay que investigar en ellas por los sentidos, razón e inteligencia. En donde no haya total certeza, basta con un asentimiento probable. Por ello, mientras que la lógica es un instrumento necesario para el pensar, la vida moral y el amor de Dios forman parte integrante del filosofar.